# Frente de Libertação Oromo

Bandeira do grupo.

Frente de Libertação Oromo (em oromo: Adda Bilisummaa Oromoo) é uma organização independentista etíope estabelecida em 1973 por nacionalistas oromos para promover a autodeterminação do povo oromo contra o "domínio colonial abissínio". Foi proibida e rotulada como organização terrorista pelo governo da Etiópia.
Ativo desde a década de 1970, defendeu a secessão da região de Oromia, a maior região do país e lar do povo oromo, principal grupo étnico etíope.
Até 2018, o grupo praticou guerrilha, exceto entre 1991 e 1992, quando fez parte do Governo de Transição da Etiópia.
Em 7 de agosto de 2018, a Frente de Libertação Oromo e o primeiro-ministro etíope Abiy Ahmed (primeiro chefe de governo de origem oromo) assinaram acordos de paz que autorizavam a organização a continuar suas atividades apenas por meios políticos.
Nesta data, nasceu o Exército de Libertação Oromo, um grupo que se separou da Frente de Libertação Oromo durante a Guerra de Tigray e passou a envolver-se numa luta armada contra os amharas, nomeadamente cometendo um ataque em novembro de 2020.